# Bergers jouant de la flûte
Bergers jouant de la flûte est une peinture réalisée vers 1643-1644 par l'artiste néerlandais Aelbert Cuyp. Réalisé à l'huile sur toile, le tableau représente deux bergers jouant un air sur leurs instruments, un troisième allongé près d'eux, alors que leur troupeau délaissé erre à proximité. Au premier plan, un chien semble les rappeler à leur devoir. 
L'œuvre fait partie de la collection du Metropolitan Museum of Art de New York.